# Adolph John Paschang
Adolph John Paschang M.M., né le 16 avril 1895 à Martinsburg (Missouri) et mort le 3 février 1968 à Hong Kong, est un missionnaire catholique américain qui fut évêque en Chine.

## Biographie

### Formation
Adolph John Paschang naît dans une famille de fermiers du Missouri. Il étudie au collège jésuite Campion de Prairie du Chien, puis à la St. Louis University High School tenue aussi par les jésuites à Saint Louis, et enfin au séminaire Kenrick de cette même ville.
Il rejoint alors la toute nouvelle Société catholique des missions étrangères d'Amérique, dite de Maryknoll, où il est ordonné prêtre le 21 mai 1921. Il est rapidement destiné à la mission de Kong Moon (aujourd'hui Jiangmen) en Chine méridionale.

### Ministères
Le P. Paschang travaille à Kochow (orthographié Gaozhou aujourd'hui) à l'école du Sacré-Cœur récemment fondée par sa congrégation, à Maoming où une école est ouverte par le P. Bernard Meyer en 1923, à Yeung Kong, à Kaying, à Toishan, et à Kong Moon.
Il est nommé vicaire apostolique de Kong Moon le 17 juin 1937, succédant à Mgr James Edward Walsh appelé à la tête de la congrégation, et il est consacré évêque in partibus de Sasima (de) le 30 novembre suivant par le serviteur de Dieu, Mgr Francis Xavier Ford M.M. à la Stanley House de Hong Kong. À cette époque, la Chine est déchirée par l'invasion japonaise et la guerre civile, mais la région est relativement épargnée jusqu'au début des années 1940.

### Seconde Guerre mondiale
L'attaque de Pearl Harbour le 7 décembre 1941 provoque l'entrée en guerre des États-Unis. Au début, Mgr Paschang n'est pas inquiété par les autorités d'occupation japonaises. Il obtient un laissez-passer pour Hong Kong en février 1942. Pendant son séjour à Hong Kong, il procède à des ordinations à la chapelle dominicaine du Rosaire à cause de l'absence du vicaire apostolique, Mgr Enrico Valtorta. Mais pendant que Mgr Paschang est à Hong Kong des prêtres sont attaqués par les Japonais dans son vicariat.
En 1946, le vicariat apostolique est élevé au rang de diocèse par Pie XII. La guerre civile fait rage entre les forces communistes et l'armée de Tchang Kaï-chek.

### Chine communiste
Les armées de Mao Tsé-Toung remportent la victoire sur les forces nationalistes en 1949 et au bout de quelques mois une politique d'éradication des religions est mise en place, d'abord par la levée d'impôts impossibles à payer, la fermeture des écoles et des hôpitaux tenus par les missionnaires, l'interdiction des associations chrétiennes et les arrestations arbitraires. Un grand nombre de missionnaires quittent le pays. Mgr Paschang décide de rester au milieu de son peuple.
Il est finalement arrêté et torturé à plusieurs reprises. Le 5 décembre 1951, il est forcé d'écrire à ses confrères de Hong Kong (alors colonie britannique) pour le paiement d'une rançon en échange de sa libération. Le 6 décembre 1951, le New York Times rapporte les tortures subies par l'évêque. Finalement, il est libéré le 6 juin 1952 et passe la frontière à Macao (alors possession portugaise). Il retrouve Hong Kong le 9 juin suivant.

### Dernières années

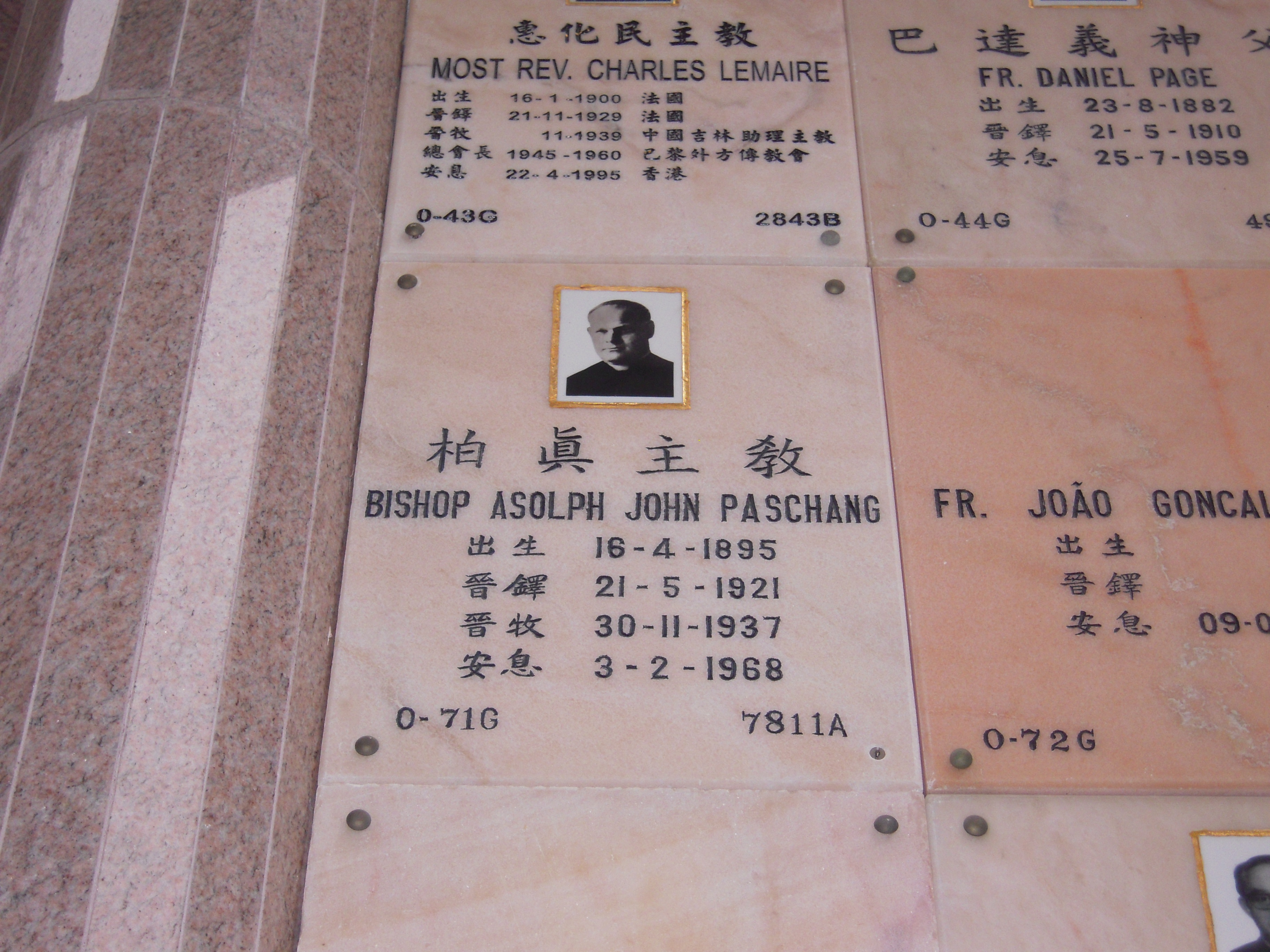
Tombe de Mgr Paschang à Hong Kong.

Interviewé par plusieurs journaux, Mgr Paschang ne manifeste pas de haine envers ses ennemis. Il s'installe à la maison des pères de Maryknoll de Hong Kong (Stanley House). Après un court séjour aux États-Unis, il retrouve Hong Kong. En mars 1957, il subit une thrombose cérébrale et passe un mois à l'hôpital des Sœurs canossiennes de Wan Chai. Il est en fauteuil roulant à partir de mai 1958. Il meurt dix ans plus tard à l'hôpital Saint-Paul de Causeway Bay.

## Source de la traduction
- (en) Cet article est partiellement ou en totalité issu de l’article de Wikipédia en anglais intitulé « Adolph John Paschang » (voir la liste des auteurs).